# Ludbreg
Ludbreg – miasto w Chorwacji, w żupanii varażdińskiej, siedziba miasta Ludbreg. W 2011 roku liczyło 3603 mieszkańców.

## Geografia
Leży na terenie Podrawia, na wysokości 157 m n.p.m., 20 km na północny zachód od Koprivnicy i 25 km na południowy wschód od Varaždinu, nad rzeką Bednją.
Miejscowa gospodarka opiera się na przemyśle budowlanym, drzewnym, farmaceutycznym, spożywczym, i tekstylnym. Przez Ludbreg przebiega linia kolejowa Varaždin – Koprivnica.

## Historia
W I wieku n.e. Rzymianie na terenie Ludbregu wznieśli ufortyfikowaną osadę Iovia-Botivo.
Pierwsze wzmianki o Ludbregu pochodzą z pierwszej połowy XIII wieku. Do 1244 roku był on własnością królewską, następnie przeszedł pod władanie szlachty. Jego właścicielami były kolejno rody Paližnów, Ludbreškich i Ćuzów. W XV wieku ukończono budowę kościoła Przenajświętszej Trójcy, wówczas Ludbreg stał się miejscem kultu relikwii przemienienia wina w krew Chrystusa.
W XVI wieku miejscowy fort został włączony do antyosmańskiego systemu obronnego. W latach 1638–1695 władzę przejął ród Erdődy, a w latach 1695–1918 ród Batthyány.
Po I wojnie światowej w granicach Królestwa Serbów, Chorwatów i Słoweńców. Od 1931 roku w granicach banowiny sawskiej. W trakcie II wojny światowej w Niepodległym Państwie Chorwackim.